# Napoleone Moriani
Napoleone Moriani, italijanski operni pevec, tenorist, * 10. marec 1808, Firence, Italija, † 4. marec 1878.
Sodeloval je z najimenitnejšimi skladatelji svojega časa in nastopil v kar nekaj krstnih opernih predstavah. Prislužil si je vzdevek «tenore della bella morte». Kratek čas je bil poročen s sopranistko Strepponi. Debutiral je v Pacinijevi operi Arabi nelle Gallie. 

## Vloge
- Carlo v operi Linda di Chamounix (Gaetano Donizetti)
- Enrico v operi Maria di Rudenz (Gaetano Donizetti)
- Egmondo v operi Duca D'Alba (Giovanni Pacini)
- Lorenzo Alopo v operi Giovanni II (Carlo Coccia)
- Armando v operi Due Illustre Rivali (Saverio Mercadante)
- Luigi Rolla v istoimenski operi (Federico Ricci)
- vloga v operi Messinska nevesta (Nicola Vaccai)

1. 1 2 3 4  Archivio Storico Ricordi — 1808.